# Dolmen de la Pierre Levée (Saint-Fort-sur-le-Né)
Der Dolmen de la Pierre Levée (deutsch Dolmen des angehobenen Felsens) ist eine neolithische Megalithanlage in der Gemeinde Saint-Fort-sur-le-Né im Département Charente in Frankreich. Er wird um 3500 v. Chr. datiert und steht wenige hundert Meter südöstlich des Dorfs auf einem leichten Höhenrücken inmitten der Weinberge.
Unter dem Namen Pierre Levée oder Perre Levée existieren in Frankreich rund zwei Dutzend Dolmen – z. B. in Brantôme, Bretignolles-sur-Mer, Échauffour, Janville-sur-Juine, La Chapelle-Vendômoise, La Roche-l’Abeille, Liniez, Moutiers-sous-Argenton, Poitiers, Saint-Jory-de-Chalais und Yzeures-sur-Creuse.
Der Dolmen bei Saint-Fort hat eine für die Region ungewöhnliche Höhe, da die etwa 7,20 m lange, 4,70 m breite und bis zu 1,00 m dicke Deckplatte in einer lichten Höhe von etwa 2,20 m von drei Orthostaten aus Sandstein gestützt wird. Die übrigen ursprünglich sechs oder sieben Tragsteine der Kammer wurden abgeschlagen. Der Dolmen ist ein so genannter Dolmen simple oder Tischdolmen. Mit einer Dicke von etwa einem Meter wiegt seine Deckplatte etwa 40 Tonnen. Sie ist weitgehend unbehauen, aber die Tragsteine sind geglättet und rechteckig behauen, so dass sie beinahe lückenlos nebeneinander gesetzt werden konnten. Die verbleibenden Lücken zwischen und oberhalb der Orthostaten waren mit Zwischenmauerwerk ausgefüllt. Wahrscheinlich war der gesamte Bau ursprünglich von einem Grabhügel aus Erde bedeckt, der jedoch völlig verschwunden ist. Der Dolmen wurde im 19. Jahrhundert geplündert.
Der Dolmen ist seit dem Jahr 1983 in die Liste der Monuments historiques eingetragen.